# Dear Wendy
Dear Wendy è un film del 2005 diretto da Thomas Vinterberg, con Jamie Bell, Bill Pullman, Mark Webber e Alison Pill; la cui sceneggiatura è stata scritta da Lars von Trier.
È una co-produzione danese, tedesca, francese e britannica.

## Trama
Ambientato in una piccola cittadina di minatori della Virginia Occidentale, il film racconta la storia di Dick, adolescente solitario e convinto pacifista che ha però la grande passione di allenarsi nell'uso della pistola, alla quale assegna il nome proprio femminile Wendy. Con il tempo a lui si aggregano altri ragazzi emarginati che vengono contagiati dalla sua stessa passione ed insieme fondano il circolo segreto dei Dandies: amanti delle armi da fuoco, ma pacifisti che si ripromettono di non utilizzarle mai contro altre persone.

## Produzione
Il film è stato girato in uno studio costruito su misura a Copenaghen, ma rappresenta una piccola cittadina di minatori della Virginia Occidentale. Il budget è stato di circa 50 milioni di Corone danesi.

### Colonna sonora
Il film contiene molte canzoni della band degli anni sessanta The Zombies, tra cui She's Not There e Time of the Season.

## Accoglienza
Il film non ha riscosso un gran successo al botteghino ed ha ricevuto critiche molto negative, venendo spesso comparato, soprattutto in Inghilterra, al film di Von Trier Dogville uscito l'anno precedente. In Italia ha tuttavia ricevuto recensioni positive

## DVD
Il DVD contiene un'intervista con Vinterberg e von Trier.

## Riconoscimenti
- 2005 – Festival cinematografico internazionale di Mosca
  - San Giorgio d'Argento al Miglior Regista a Thomas Vinterberg